# الکساندر پتاکوویچ
الکساندر پتاکوویچ (انگلیسی: Aleksandar Petaković؛ ۶ فوریهٔ ۱۹۳۰ – ۱۲ آوریل ۲۰۱۱) بازیکن فوتبال اهل یوگسلاوی بود.
از باشگاه‌هایی که در آن بازی کرده‌است می‌توان به باشگاه فوتبال فورتونا سیتارد، باشگاه فوتبال لیل، باشگاه فوتبال بئوگراد، و باشگاه فوتبال استاندارد لیژ اشاره کرد.
وی همچنین در تیم ملی فوتبال یوگسلاوی بازی کرده‌است.